# Eva Cobo
Eva Cobo (Barcelona, 26 de abril de 1967) es una actriz y empresaria española, reconocida principalmente por sus papeles como Eva en el filme Matador de Pedro Almodóvar y como Marisa en el seriado Al salir de clase.

## Biografía
Cobo nació en Barcelona en 1967. Inició su carrera en el cine español a comienzos de la década de 1980, y tuvo su primer papel protagónico de trascendencia en 1986 en el filme Matador de Pedro Almodóvar, en el que actuó junto con Antonio Banderas y Assumpta Serna.
En 1991 protagonizó junto con Jackie Chan la película de artes marciales Armadura de Dios II: Operación Cóndor, interpretando el papel de Elsa. En la misma década figuró en seriados de la televisión española como Qué loca peluquería y Al salir de clase. En 2005 registró su última aparición en las pantallas interpretando el papel protagónico de Beatriz en la película Pasos, de Federico Luppi.
A mediados de la década de 2000, Cobo decidió retirarse de la actuación para llevar una vida familiar en La Coruña. Tiempo después se mudó a Londres, y regresó a su país natal para radicarse en Málaga y crear la compañía productora de aceite de oliva DeCobo, la cual ha obtenido varios premios y ha sido reconocida como una de las diez mejores del mundo en su gremio.

## Vida personal
Tuvo una relación sentimental con el político y actor Toni Cantó entre 1988 y 1992. Carlota, la hija de la pareja, falleció en un accidente de auto en 2011. Cobo tiene otros dos hijos, Alejandro y Roberto.

## Filmografía

### Cine
| Año  | Título                                   | Papel    | Notas |
| ---- | ---------------------------------------- | -------- | ----- |
| 1983 | Mujeres                                  | Léa      |       |
| 1983 | ¡Victoria! La gran aventura de un pueblo | Juanita  |       |
| 1984 | Un par de huevos                         | Cristina |       |
| 1986 | Matador                                  | Eva      |       |
| 1986 | Oficio de muchachos                      | Mariona  |       |
| 1987 | La leyenda de la perla dorada            |          |       |
| 1988 | Garum                                    | Lasia    |       |
| 1991 | Armadura de Dios II: Operación Cóndor    | Elsa     |       |
| 2003 | Gente guapa, gente importante            | Dudú     |       |
| 2005 | Pasos                                    | Beatriz  |       |

### Televisión
| Año  | Título                        | Papel        | Notas        |
| ---- | ----------------------------- | ------------ | ------------ |
| 1986 | Pepe Carvalho                 | Sandra Roig  | 1 episodio   |
| 1989 | Judes Xanguet i les Maniquins | Anna         | 1 episodio   |
| 1992 | Curvas peligrosas             | Inés Hurtado | 1 episodio   |
| 1992 | Crónicas del mal              | Mariadna     | 1 episodio   |
| 1993 | Delantero                     | Eva          | 6 episodios  |
| 1996 | Qué loca peluquería           | Teresa       | 11 episodios |
| 1999 | Al salir de clase             | Marisa       | 18 episodios |